# Herb Vollmer
Herbert Eberhard Jordan „Herb“ Vollmer (* 15. Februar 1895 in New York City; † 8. November 1961 ebenda) war ein Wasserballspieler aus den Vereinigten Staaten. Er gewann 1924 die olympische Bronzemedaille.

## Karriere
Herbert „Herb“ Vollmer schwamm für den New York Athletic Club. Er begann als Schwimmer und stellte 1916 einige Weltbestleistungen und drei Weltrekorde auf der 25-Meter-Bahn auf. 1915 und 1916 gewann er Titel bei den Nationalen College-Meisterschaften. Hätten 1916 Olympische Spiele stattgefunden, wäre er ein Kandidat für die Mannschaft der Vereinigten Staaten gewesen. Nach dem Eintritt der USA in den Ersten Weltkrieg diente Vollmer als Leutnant in der US Navy.
Im Jahr 1920 nahm Herb Vollmer mit der Mannschaft der Vereinigten Staaten am olympischen Wasserballturnier in Antwerpen teil. Die Mannschaft gewann gegen Griechenland und verlor gegen die Briten, wobei Vollmer auf der Halbposition als Verbinder zwischen Rückraum und Sturm spielte. In der Gesamtabrechnung platzierte sich die Mannschaft auf dem sechsten Rang unter zwölf teilnehmenden Teams. Vier Jahre später bei den Olympischen Spielen in Paris unterlag das US-Team im Auftaktspiel den Franzosen. In der Platzierungsrunde siegte das Team gegen Schweden und die Niederländer und verlor gegen die Belgier. Damit gewann das Team die Bronzemedaille hinter Frankreich und Belgien. Vollmer spielte diesmal auf dem Flügel und warf gegen Schweden ein Tor sowie gegen die Niederlande zwei Tore.
1929 gewann Vollmer mit dem New York Athletic Club die Freiluft-Meisterschaft der Amateur Athletic Union. Bis 1936 kamen noch mehrere Hallentitel dazu. Nach seiner sportlichen Karriere war Vollmer Immobilienhändler.
1990 wurde Vollmer als Pionier des Schwimmsports in die International Swimming Hall of Fame (ISHOF) aufgenommen.